# Scammell
Pour les articles homonymes, voir Arthur Scammell et Vanessa Scammell.
Scammell Lorries Limited est un ancien fabricant anglais de camions, spécialisé en particulier dans les véhicules militaires et tout-terrain, actif de 1921 à 1988.

## Histoire
Créée à Londres à la fin de l'époque victorienne, l'entreprise Scammell exerça d'abord le métier de charron et de carrossier. Le fondateur George Scammell fut rejoint par son neveu Richard et les fils de Richard, Alfred et James. Au début des années 1900, l'entreprise devint financièrement stable, assurant notamment l'entretien des camions à vapeur Foden. Un certain Edward Rudd, possesseur d'un de ces camions, avait également importé un tracteur Knox Automobile des États-Unis. Impressionné par son faible poids et sa forte puissance, il demanda à Scammell de produire un modèle similaire.
Cependant, le déclenchement de la guerre en 1914 arrêta le projet. Le transport mécanique fut vu au travail, preuve de son vaste potentiel au-delà du doute pour les entreprises avant-gardistes telles que Scammell. Le grand-neveu de George Scammell, le Lt Col Alfred Scammell, avait été blessé et évacué hors de l'armée, et il était en mesure de mettre en pratique l'expérience qu'il avait acquise au cours de la guerre, et il commença à développer un véhicule articulé à six roues. Percy G Hugh, concepteur en chef, conçut l'idée et au Salon de l'Automobile Commerciale de 1920, 50 commandes furent prises pour le nouveau design. Le très faible poids à l'essieu du véhicule lui permit de réaliser 7,5 tonnes de charge utile légalement à 19 km/h plutôt que d'être limité à 8 km/h,.

### Camions Scammell

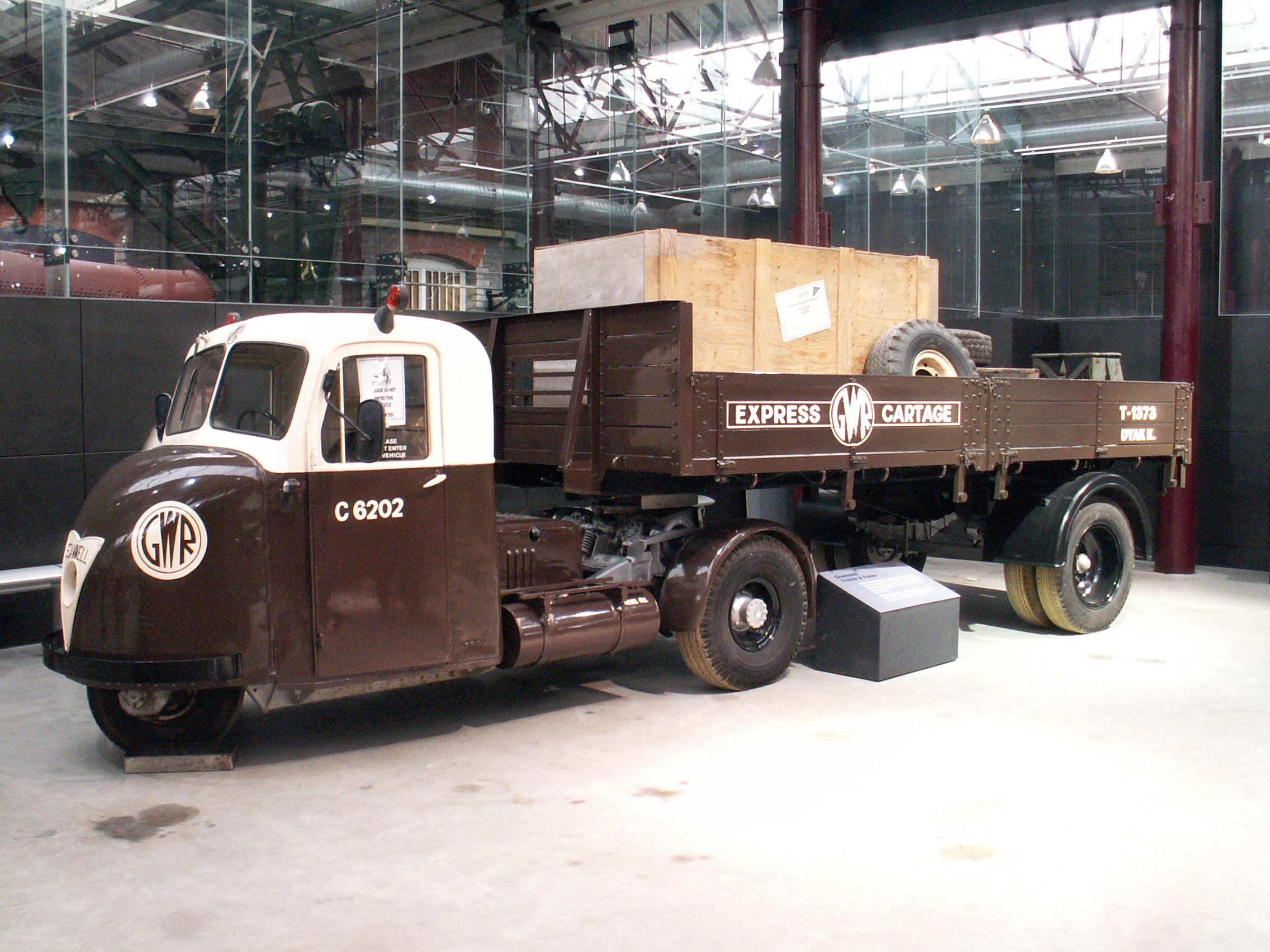
Scammell Scarab avec sa remorque – Musée de la Vapeur, Swindon

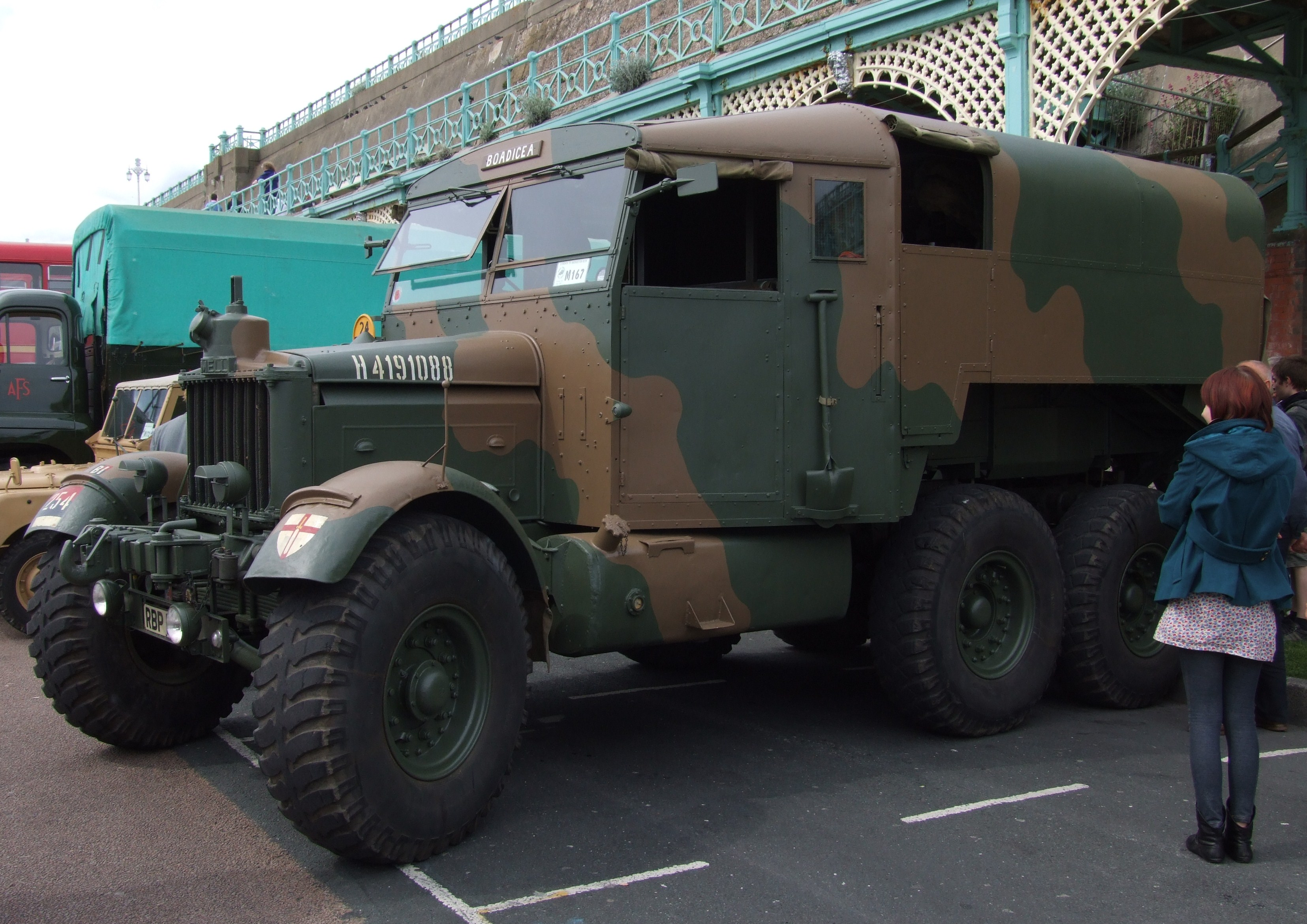
Scammell R100 tracteur d'artillerie, 1939

Scammell a démarré la production du véhicule articulé de 7,5 tonnes en 1920. Ayant besoin de nouveaux locaux, Scammell & Nephew créa une nouvelle société, Scammell Camions Ltd en juillet 1922, avec le Col Scammell en tant que Directeur général. Une nouvelle usine fut construite à Tolpits Lane, Watford, à côté de la gare sur la ligne de Watford Junction à Croxley Green. La société d'origine resta en activité à la Fashion Street, Spitalfields, exerçant la rénovation et la construction de carrosseries jusqu'en 1965, où elle fut reprise par York Trailer Co.
En 1929, Scammell conçut et fabriqua des chargeurs bas "100 Tonnes". Deux exemplaires ont été produits; le premier a été livré à Marston Road Services de Liverpool, pour le transport de machines à vapeur vers les docks de Liverpool. Scammell fut également à la recherche de nouveaux marchés et diversifia sa production en modèles à quatre et six roues rigides (non articulés). Le "Six-roues Rigide" a connu un certain succès, et, avec ses pneus  ballon, permettait l'exploitation de la route à haute vitesse soutenue sur de longues distances.
En 1934, Scammell produisit le "Cheval Mécanique" à trois roues, créé par Oliver North, afin de remplacer les chevaux dans le domaine ferroviaire, postal et d'autres applications de livraison. Il avait le couplage automatique des remorques et la roue avant qui pouvait pivoter sur 360 degrés. Il a été vendu en versions trois et six tonnes. Les trois tonnes étaient alimentés par un moteur de 1 125 cm3 à soupapes latérales à essence et le moteur du six tonnes était un 2 043 cm3. Karrier avait introduit un véhicule similaire, le "Cob", quatre ans plus tôt.
À partir de 1937, une version basée sur la Citroën Traction Avant fur construite sous licence en France, par Chenard-Walcker-FAR, connu comme "Poney Mécanique" ou "FAR". La production, en différentes versions, continua jusqu'en 1970.
À la fin des années 1940, le "Cheval Mécanique" a été remplacé par le Scammell Scarab ayant des caractéristiques similaires, mais une cabine beaucoup moins angulaire et un moteur à essence à soupapes latérales de 2 090 cm3 sur les deux modèles ainsi qu'une version diesel avec moteur Perkins.
La société se concentre principalement sur les camions à huit roues, articulés ou rigides, à partir des années 1920. Un véhicule hors de ces normes qui devint bien connu était le 6×4 Pioneer. C'était un tracteur lourd hors-route, produit pour la première fois en 1927. Il avait des performances exceptionnelles grâce à sa conception qui permettait un mouvement vertical de soixante centimètres à chacune des roues de l'essieu arrière. Cette conception est le travail d'Oliver Danson North. Le Pionnier devint populaire dans les champs de pétrole et en exploitation forestière, et fut la base du transporteur de chars R100 de 30 tonnes de l'Armée Britannique pendant la seconde Guerre Mondiale. Avec le déclenchement de la guerre, le développement de nouveaux véhicules est arrêté et de la production concentrée sur les Pionneer militaires pour utilisation en tracteurs d'artillerie, véhicule de récupération et transporteur de véhicules.

### Filiale du Groupe Leyland

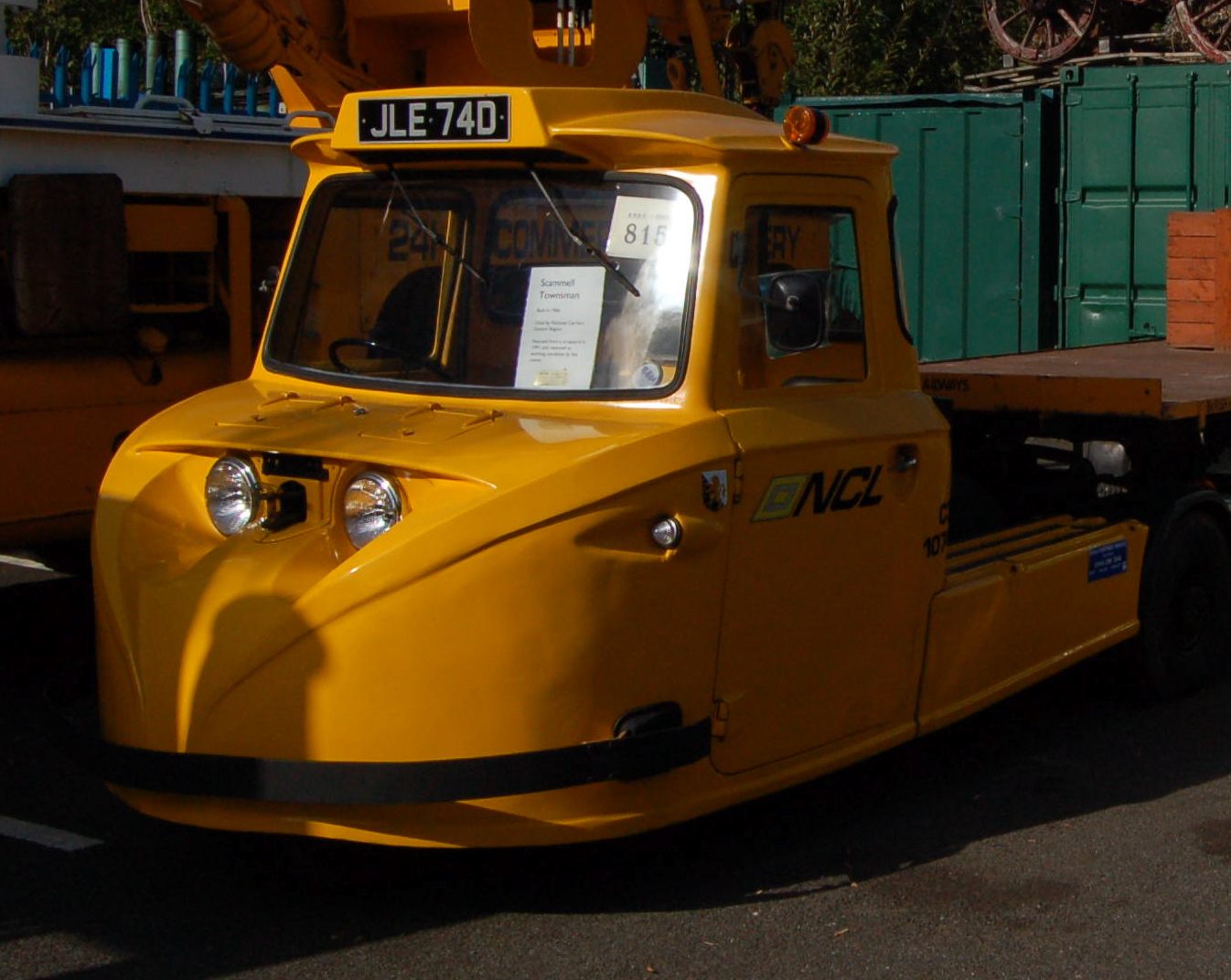
Scammell Townsman au Shildon Lorry Museum.

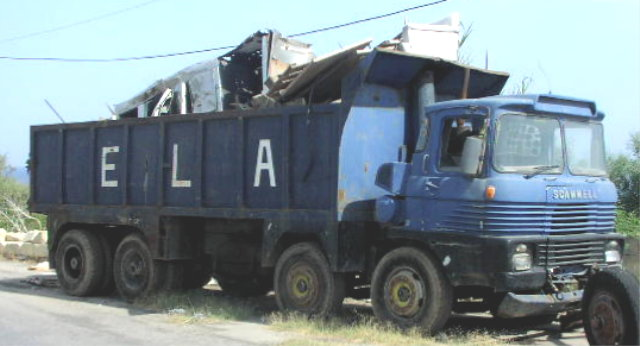
Scammell Routeman 8x4 benne avec cabine en fibre de verre conçue par Michelotti

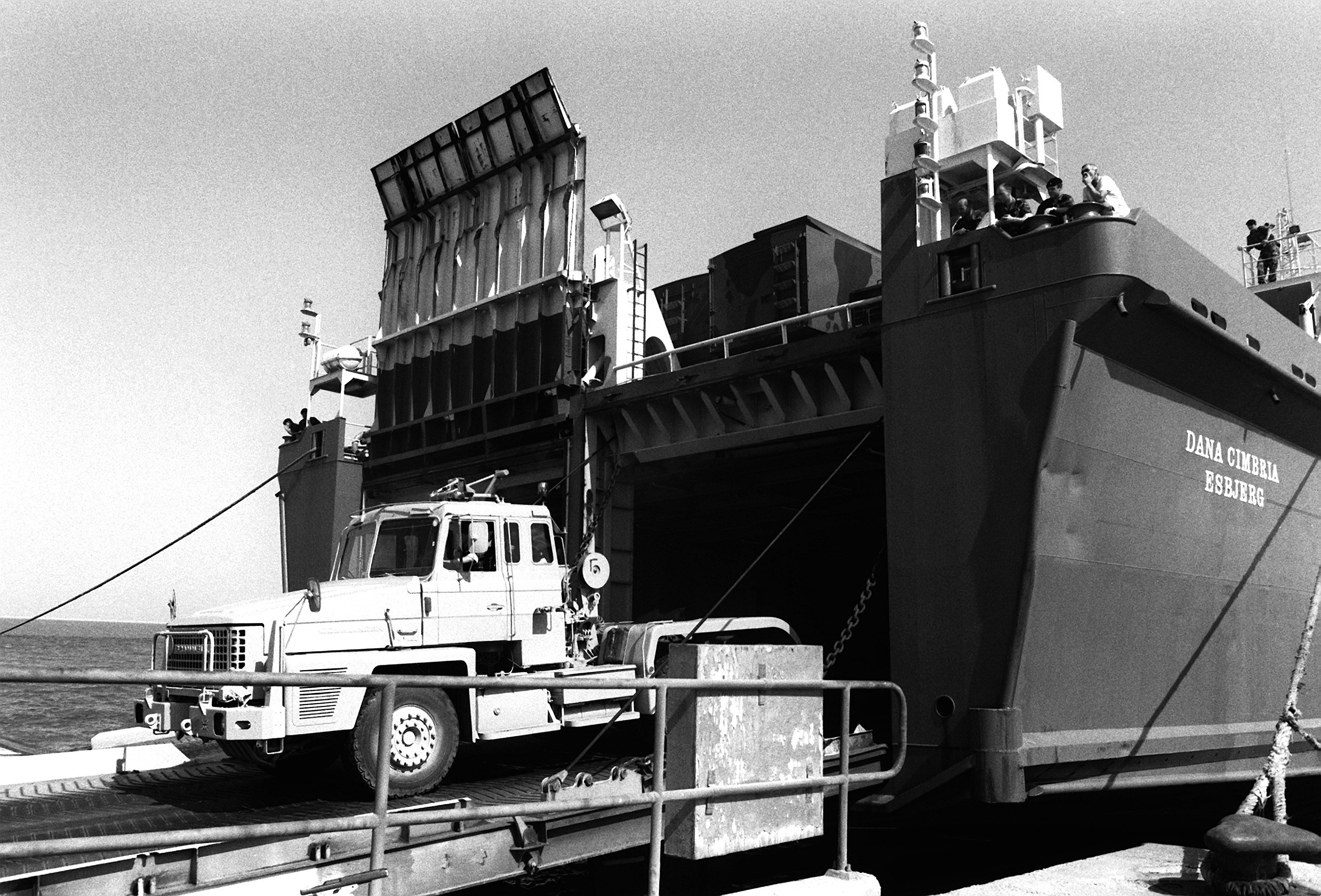
Un tracteur Scammell Commander 6×4 décharge dans le Golfe au cours de l'Opération Bouclier du Désert

Après la guerre, la concurrence étrangère et la rationalisation des fabricants du Royaume-Uni a conduit Scammell à intégrer Leyland Motors Ltd en 1955. Cela lui fournit l'accès aux composants du groupe Leyland, permettant le remplacement de la gamme "légère" par:
- Highwayman: 4x2 avec capot moteur
- Routeman: 8-roues à cabine
- Handyman: 4x2 à cabine

Les deux tracteurs pouvaient être configurés jusqu'à 50 tonnes (50,8 tonnes) et attelés à la gamme complète de remorques Scammell faites à l'usine de Moor Parc, permettant à l'entreprise de continuer à produire pour les marchés spécialisés et militaires.
Dans les années 1960, Scammell s'adressa à Giovanni Michelotti pour la conception de ses cabines, résultant en une série en fibres de verre renforcées. Le premier à être repensé fut le Routeman, suivi par le Handyman. En 1967, le "Scarab" a été remplacé par le "Townsman", qui a également une carrosserie en fibre de verre. L'usine a également conçu le 6x4 Contractor équipé d'un moteur Cummins 335, d'un embrayage Lipe et d'une boîte de vitesses semi-automatique Fuller, qui entra en production en 1964. Offert avec un choix de bogies Leyland 24 tonnes ou Scammell 30 et 40 tonnes, le Contractor fut populaire au Royaume-Uni pour les fonctionnements de 240 tonnes et plus, les lourds courriers d'outre-mer, et chez les militaires pour le transport de chars d'assaut.
Scammell a lancé les Crusader trois essieux 6x4 à Londres en 1968 au salon des Véhicules Commerciaux d'Earls court. Le camion était conçu pour offrir une haute vitesse de transport sur de longues distances, généralement pour couvrir 250 000 km par an. Le camion avait une "philosophie" de réparation par remplacement pour minimiser les temps d'arrêt et les conséquences de la maintenance non planifiée. Les moteurs comprenaient un diesel de 9,3 litres GM Detroit 8V71N deux temps, coté à 273 ch entraînant une boîte Fuller RoadRanger 16 vitesses à prise constante, un essieu Albion double-disque et deux-ressorts, utilisant la double réduction et des essieux moteurs verrouillables en croix. La réduction finale avait lieu dans les centres afin de donner une meilleure garde au sol sous le logement du différentiel. Scammell utilisa le même bogie arrière sur son châssis benne très réussi Routeman 24 tonnes Double Essieu 8x4, lancé à la même exposition. Comme la plupart des 32 tonnes contemporains et camions à capacité maximale du Royaume-Uni avaient une puissance de moteur située entre 150 et 220 cv, les 273 ch du Crusader attirèrent immédiatement l'attention, pour la plupart défavorable venant d'opérateurs profondément conservateurs.
Avec l'encouragement actif de Walter Batstone, alors patron de l'ingénierie du transport de British Road Services, Scammell a rapidement développé des modèles à un et deux essieux, alimentés d'abord par un diesel Rolls-Royce Eagle six-cylindres d'une capacité de 220 ou 280 cv, selon les préférences des clients. Ce nouveau modèle est apparu au salon Écossais de l'Automobile de Glasgow Kelvin Hall, en novembre 1969.
Scammell a continué à développer un modèle de transport lourd, le Samson, un Crusader quatre essieux 8x4. Il s'est vendu en quantité limitée, dans un marché spécialisé.
Les années 1970 commencèrent avec une réorganisation du Groupe Leyland, et les lourds courriers furent concentrés sur le site nouvellement nommé Scammell Motors à Watford, après la fermeture de l'ancienne usine Thorneycroft en 1972. Le Thorneycroft 6x4 "Nubian", benne lourde, a été le premier transféré, et régulièrement adapté pour les militaires, suivi par la benne plus légère LD55 6x4.
À la fin des années 1970, le Contractor Mk2 a été développé, en même temps que le transporteur de chars Scammell Commander pour l'Armée Britannique. Équipés du moteur diesel V12 Rolls-Royce CV12TCE de 26 litres, 48 soupapes, à double turbo de 625 ch avec intercooler, boite semi-automatique et bogie Scammell de 40 tonnes, il a été catégorisé à 100 tonnes et plus. Parce qu'il a été inclus dans la stratégie de défense du Rideau de Fer, la frontière est de l'Allemagne de l'Ouest, comme contre-attaque de tank, il fut conçu pour obtenir les mêmes performances d'accélération et de freinage que les tracteurs 32 commerciaux contemporains. Les deux tracteurs ont été mis en production sur la nouvellement construite "chaîne mouvante" qui donna à Scammell une usine moderne à la pointe du progrès. Le Commander est entré en service en 1983.
À la fin des années 1970, le groupe Leyland décida de développer deux nouveaux tracteurs: le Landtrain à capot pour l'exportation et le Roadtrain à cabine pour le marché intérieur. Scammell a été retenu pour concevoir le Landtrain, qui a utilisé la cabine et le capot du remplaçant du Commander, le S24. Équipé avec des moteurs Cummins NT 350 ou 400, le S24 pouvait être spécifié à partir de 40 tonnes de PTAC à plus de 200 tonnes de VTM. Scammell a également remporté le contrat pour développer et construire la version huit roues du Roadtrain, le "Constructor8'. Ceci a permis également à Scammell de développer et produire la gamme complémentaire S26 de tracteurs de transport lourd 4x2, 6x2 et 6x4, qui furent construits à partir du Roadtrain et 24 composants.

### Fermeture

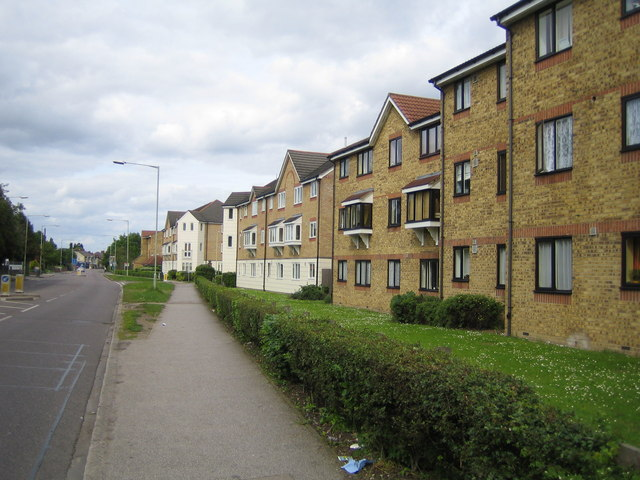
Maisons développées sur l'ancienne usine Tolpits Lane

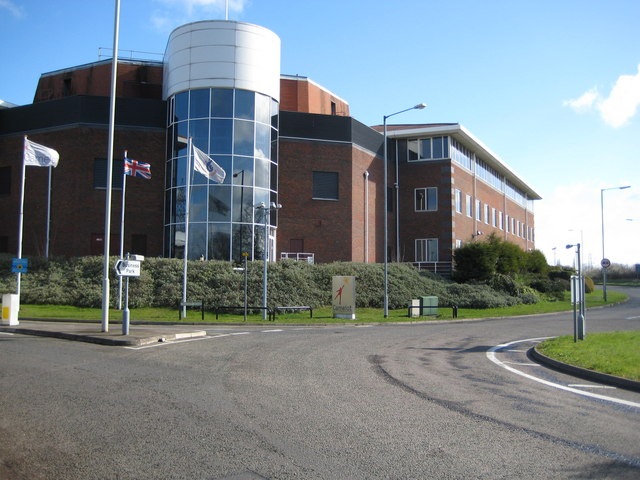
Les bureaux du Camelot Group, la société qui fournit la Loterie Nationale du Royaume-Uni, développé sur le parc d'activité qui occupe désormais une partie de l'ancienne usine de Tolpits Lane

En 1986, Scammell a répondu à l'appel d'offres de l'Armée Britannique DROPS avec la toute nouvelle variante 8x6 du S24. Elle était équipée d'un moteur Rolls-Royce 350, une boîte de vitesses automatique ZF, et des essieux Kirkstall. Cependant, peu de temps après avoir remporté le contrat pour la fourniture de 1 522 de ces véhicules, le groupe Leyland fut racheté par DAF des pays-bas. DAF fut élu pour construire le S26 DROPS dans les usines Leyland du Lancashire, à proximité de l'usine de Watford.
DAF a fermé l'usine en juillet 1988. Le site fut vendu à des fins de réaménagement, et Daf a vendu en outre les droits de fabrication (mais pas de droits au nom ou à la place) des S24, Nubian, Crusader et Commander à Alvis Unipower qui a ouvert une nouvelle usine à West Watford, offrant un soutien continu et des pièces de rechange pour les véhicules Scammell.

Aujourd'hui, le site de Tolpits Lane a été réaménagé en lotissement, la "vallée Industrielle" et un parc d'affaires. Les locataires comprennent Camelot Group, la société qui fournit la Loterie Nationale. 

## Dans la culture populaire
Un S24 Transporteur de chars est le véhicule de Jill dans le film Brazil de Terry Gilliam.

## La liste des véhicules
- 80 Tonner
- 100 Tonner
- Commander
- Constructor
- Contractor
- Crusader – Voir ci-dessous
- Explorer
- Handyman – Voir ci-dessous
- Highwayman
- Himalayan

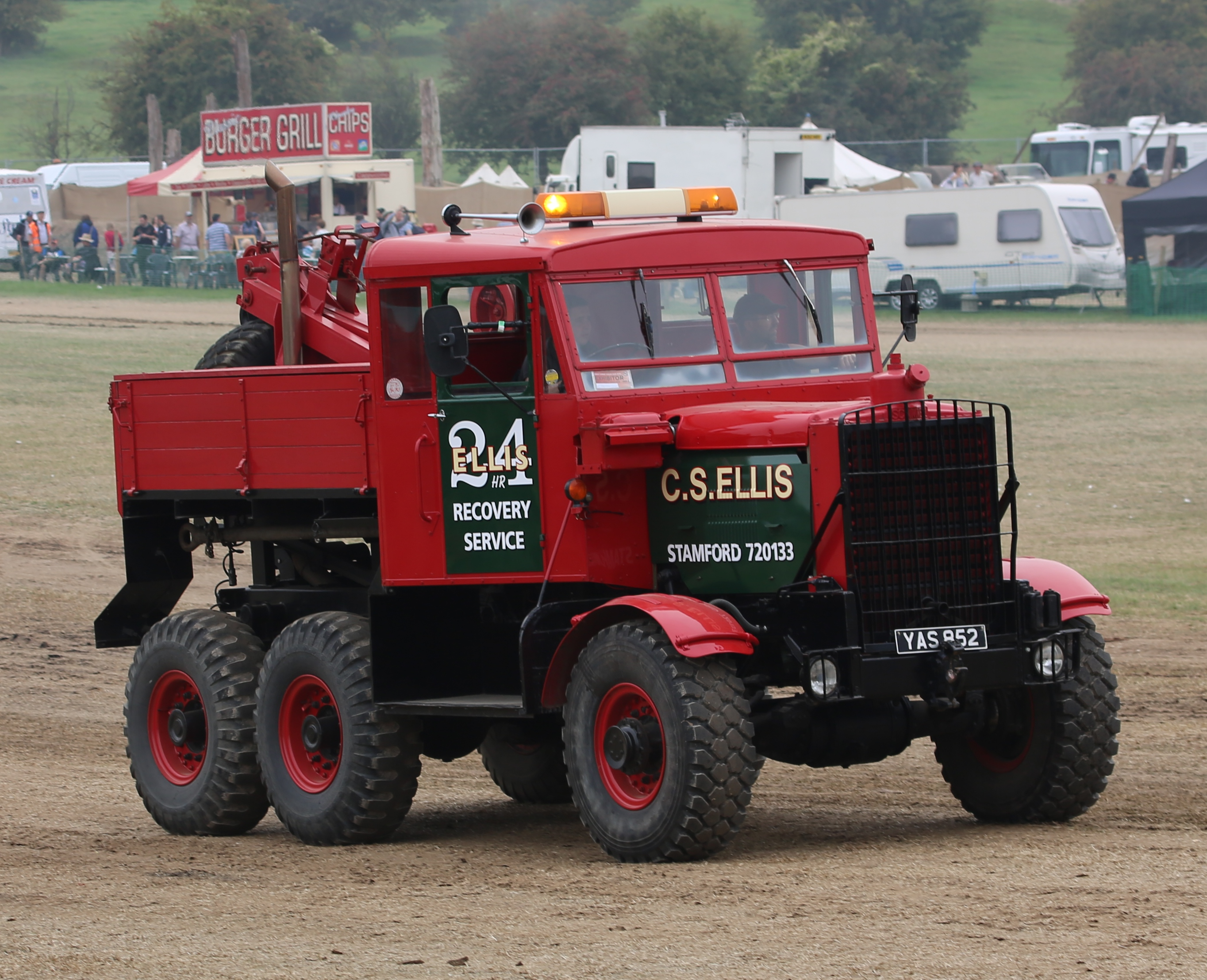
Scammell Explorer équipé en véhicule de récupération lourd

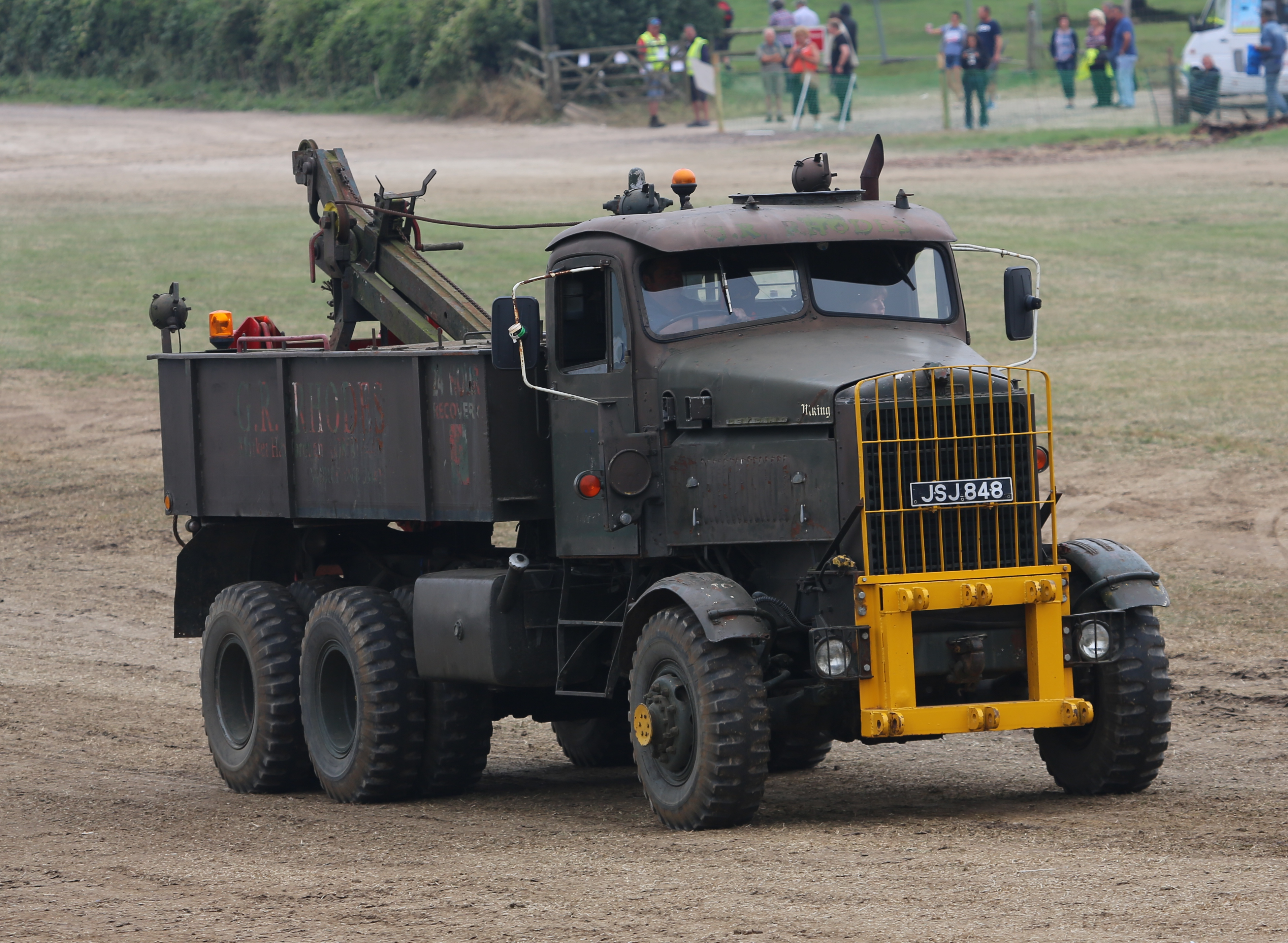
Un Scammell Constructor

- Cheval mécanique, Scarab et Townsman
- Mountaineer
- Pioneer, Pioneer Semi-remorque (transporteur de chars d'assaut)
- Rigid Huit
- Rigid Six
- Routeman
- S24
- S26
- Samson
- Showtrac – Tracteur Forain équipé d'un générateur pour les transports et d'alimentations des manèges
- Trunker – Voir ci-dessous

## Produits

### Rigid 8
Le Rigid 8 a été produit entre 1937 et 1958.

### Showtrac

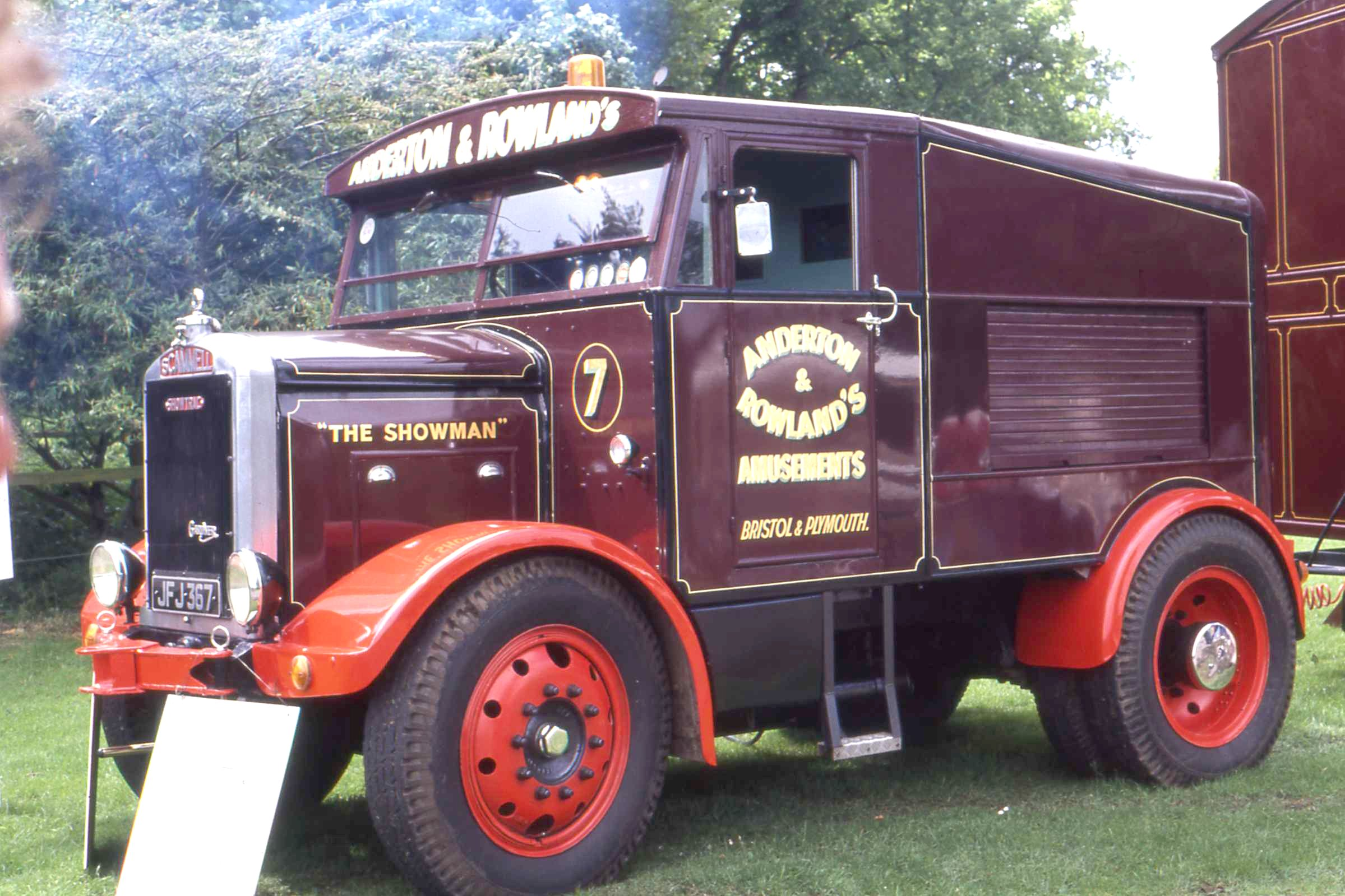
Le Showtrac "The Showman" en 1990

Le Showtrac était un tracteur à ballast 4x2 à empattement court, l'un des rares véhicules jamais conçus spécifiquement pour utilisation lors de foires, fêtes et spectacles. Il pouvait être livré avec une carrosserie arrière (avec des portes d'accès à volets roulants à mi-hauteur), un treuil et une dynamo avec le bloc de ballast en dessous. Dix-huit furent construits, selon des spécifications variées (ils n'avaient pas tous une carrosserie adaptée, par exemple), entre décembre 1945 et septembre 1948. Dix-sept ont été préservés. Il y a eu de nombreuses autres adaptations, mais le Showtrac avait l'insigne spécial "Showtrac" sur le radiateur et une cabine de pleine largeur.
| Numéro | Immatriculation | Nom                           | Châssis No. | Propriétaire                                                                                      | Construit en          | Notes |
| ------ | --------------- | ----------------------------- | ----------- | ------------------------------------------------------------------------------------------------- | --------------------- | --- |
| 1      | DWN 766         | HIS MAJESTY                   | 6032        | Henry Studt & Sons, Swansea                                                                       | Decembre 1945         | Préservé par Roger Austin, Raunds, Northamptonshire, ensuite par sa famille. |
| 2      | HAU 964         |                               | 6109        | Henry Armstrong, Nottingham                                                                       | Avril 1946            | Préservé par Russell Cook. |
| 3      | EDL 111         | KING                          | 6074        | Arnold Brothers, Isle of Wight                                                                    | Mai 1946              | Vendu à la Tommy Benson Fun Fair Outfit en 1953, toujours dans la famille. |
| 4      | ACF 38          |                               | 6108        | Cyril English, West Suffolk                                                                       | Mai 1946              | Préservé par Joe Corbett. |
| 5      | CU 4667         | UNIQUE                        | 6111        | John Powell, South Shields                                                                        | Mai 1946              | La Powell family mit ce Showtrac aux enchères le vendredi 25 septembre 2009, et Pete Sanders de Barnstaple, Devon, l'emporta pour 46.000 livres sterling. |
| 6      | HTO 221         | PROGRESS-LEGEND               | 6114        | Hibble & Mellors, Nottingham                                                                      | Juin 1946             | Utilisé par E.L. Morley's Super Plesure Fairs, Salford, depuis 1964, Préservé par Neil B. Padgett de 1973 à 1982, ensuite par Tom Nicholson jusque vers 1997, ensuite racheté par les propriétaires actuels, Neil & Freda Corner, Leyburn, County Durham. |
| 7      | HRL 121         | KING CARNIVAL CITY OF BRISTOL | 6115        | J. Rowland & Sons, Cornwall                                                                       | Juin 1946             | Restauré. Toujours en possession de la famille Rowland, St. Blazey, Nr. St. Austell. Cornwall. |
| 8      | DDT 181         | WEST RIDING                   | 6173        | Frank Harniess, Doncaster                                                                         | Juin 1946             | Vendu au showman Harry Wigfield en 1969, Préservé par Roger Austin. Toujours aux mains de sa famille. |
| 9      | DDT 180         | MELRAY                        | 6188        | Tom Harniess, Doncaster                                                                           | Juillet 1946          | Vendu au showman Gordon Eddy en 1967. Nommé comme ses deux fils, Melvin et Raymond. Mis à la ferraille en 1969 à Selby. |
| 10     | GUR 148         |                               | 6189        | John Flanagan, Watford                                                                            | Juillet 1946          | Alla chez Alice Webb Fun Fair Outfit, ensuite racheté par Roger Austin en 1989 et restauré. Toujours en possession de sa famille. |
| 11     | DCO 212         | GLADIATOR                     | 6190        | Anderton & Rowland, Plymouth                                                                      | Août 1946             | Toujours en possession de Anderton & Rowland – George DeVey – peut être vu au Dingles Fairground Heritage Centre, Lifton, Devon. |
| 12     | DCO 265         | DRAGON                        | 6209        | Anderton & Rowland, Plymouth                                                                      | Août 1946             | Toujours en possession de Anderton & Rowland Fun Fair – Colin DeVey – peut être vu au Dingles Fairground Heritage Centre, Lifton, Devon. |
| 13     | KDH 141         | THE LEADER                    | 6210        | Véhicule de démonstration pour le revendeur de Showtrac, Harrison's, depuis la sortie de l'usine. | Septembre 1946 à 1949 | En vente, puis vendu à Pat Collins, Walsall. Hors service en 1966, racheté par le showman Pepper Biddall en 1989. Il fut restauré et appartient maintenant à John & Alf Biddall. |
| 14     | EWN 437         | GEORGE V                      | 6357        | John Studt & Sons, Swansea                                                                        | Juin 1947             | Acheté par le showman E.T. Studt, Préservé par un Doctor Williams depuis 1974, passé à Micky Harris, mais le propriétaire actuel est Pete Sanders de Barnstaple, Devon. |
| 15     | LDH 253         | THE MAJOR                     | 6358        | Clara Collins, Walsall                                                                            | Juin 1947             | Travailla jusqu'en 1976, alla au Barry Island Amusement Park, fut restauré jusqu'à un certain point et participa au Much Marcle Rally en 1980 et à la Nottingham Goose Fair en 1981. Maintenant Préservé par Russell Cook. |
| 16     | JYA 962         | JOHN BULL                     | 6317        | Anderton & Rowland, Plymouth                                                                      | Septembre 1947        | Toujours aux mains de Anderton & Rowland – Ernie DeVey – Peut être vu au Dingles Fairground Heritage Centre, Lifton, Devon. |
| 17     | JFJ 367         | THE SHOWMAN                   | 6656        | Anderton & Rowland, Plymouth                                                                      | Juillet 1948          | Anderton & Rowland n'ont eu ce camion de foire qu'un petit temps, il retourna chez Harrison's, le revendeur de Scammell Showtrac, qui le revendit au fun fair outfit de Madame A Deakin. Neil Corner l'acheta en 1974 pour restauration et préservation, puis le revendit à B. Herbert de North Humberside. Possédé par Colin Jones de Lyme Regis qui restaura le moteur et la cabine, maintenant en possession de Malcolm Holder. |
| 18     | JFJ 457         | CITY OF EXETER                | 6595        | T. Whitelegg & Sons, Plymouth                                                                     | Septembre 1948        | Préservé par Peter Startup, mais fut d'abord restauré par un enthousiaste de véhicules de foire, Robbie Richards de Redruth, Cornouailles. Il racheta ce Showtrac en 2005. Appartient maintenant à l'enthousiaste Kevin Gamlen de Bristol. |

### Handyman

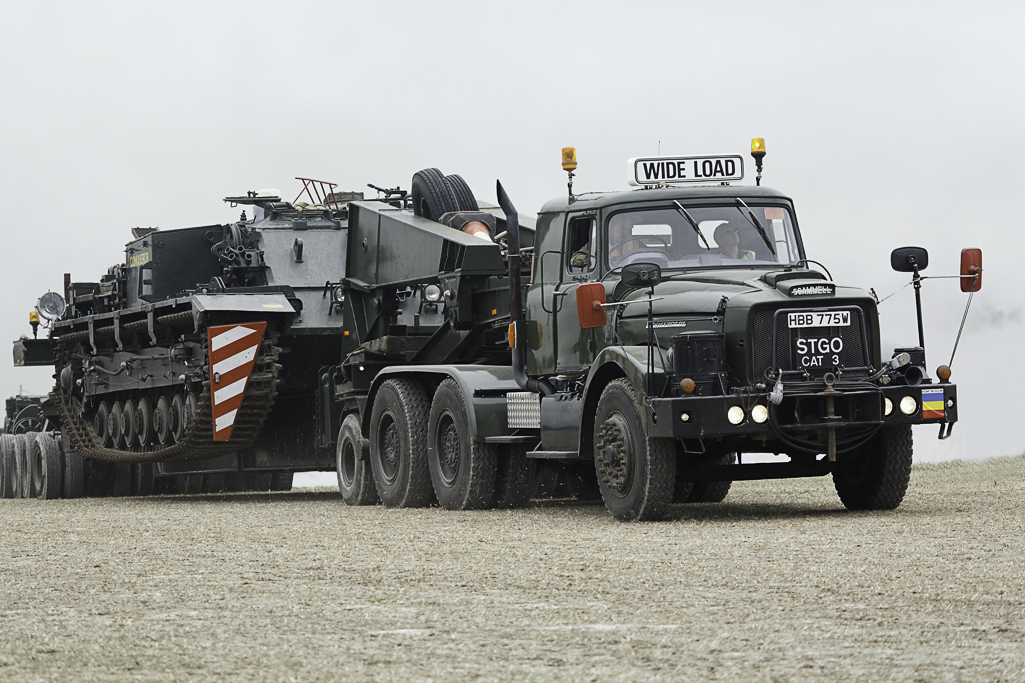
Scammell Contractor tractant un Conqueror ARV2 FV222, véhicule de récupération de Tank (propriété REME)

Le Handyman utilisa initialement une cabine en fibre de verre conçue par Scammell – pour les versions Mark 2 et 3, une nouvelle cabine en fibre de verre conçue chez Michellotti est utilisée, comme sur la 2e et la 3e version du Routeman Rigid.
Les premières versions ont une boîte de vitesses Scammell "à porte", mais les versions ultérieures furent équipées avec des boîtes AEC et David Brown.
Les moteurs furent les Leyland 680, Gardner 150 et Rolls-Royce 220.

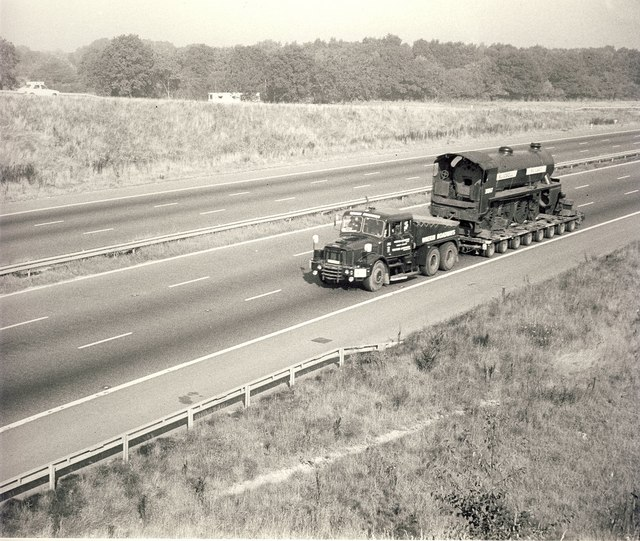
Scammell Contractor transportant la locomotive à vapeur LSWR classe S15 du Barry scrapyard (Galles du Sud) pour préservation à la Bluebell Railway (East Sussex) en octobre 1978

### Trunker
Le Trunker était une version à trois axes du Handyman.

### Contractor
Le Contractor est un tracteur 6x4 utilisé par différents opérateurs, y compris l'Armée Australienne, comme transporteur de chars ou transporteur lourd. Les unités militaires australiennes ont été configurées avec un moteur Cummins diesel de  335cv et une boîte de vitesses pneumocyclique. Alors que l'un des véhicules d'essai qui servirent dans la Guerre du Vietnam portait le nom Scammell, la plupart des unités restantes étaient marquées Leyland. Deux remorques spécifiques ont été utilisées dont une 24-roues flottantes avec 16 roues dolly pour le transport du char Centurion australien ou du char US Patton au Vietnam. L'autre remorque était une remorque pliante de 40 tonnes à 12 roues Steco pour l'usine d'ingénierie.

### Crusader
Le Crusader était un tracteur 4×2 ou 6×4 avec cabine en acier disponible en couchette ou cabine de jour. Il offrait le choix des moteurs Detroit Diesel, Cummins, Rolls-Royce ou Leyland.
Le Crusader a été utilisé par l'Armée Britannique comme remorqueur 6×4 (avec équipement EKA underlift) et comme tracteur 6x4 normalement utilisé pour tirer des remorques 35 tonnes d'usine ou comme transport de pont de tank de 30 tonnes. Une variante a également été utilisée. L'Armée Britannique a remplacé le Crusader à la fin des années 1990 par un tracteur Seddon Atkinson avec une remorque 40 tonnes d'usine et un transporteur de pont de tank spécialisé.
Beaucoup de personnes l'ont vu utilisé dans le transport lourd industriel en raison de son châssis incroyablement robuste.
Les véhicules à spécifications militaires étaient habituellement équipés d'une boîte de vitesse Fuller à 15 rapports et d'un cabestan de 8 tonnes.

### Commander Transporteur de Chars
Le Commander a été présenté comme transporteur de chars en 1978. Conçu à la fin des années 1970, il remplaça les Thornycroft  Antars dans l'Armée Britannique avec la première livraison le 30 mars 1984, suivie par d'autres totalisant 125 unités. Les unités 6×4 pouvaient transporter une charge de 65 tonnes et étaient utilisés pour le transport de chars Challenger II. Utilisés durant la Guerre du Golfe, ils furent mis à la retraite en 2002 et remplacés par des Oshkosh M1070F HET.
Le Commander est alimenté par le moteur diesel 26,7 L Rolls-Royce/Perkins CV12 TCE twin turbo qui produit environ 625 hp (466 kW) et est couplé à une boîte automatique Allison. Le moteur Scammell Commander CV12 est très similaire à ceux utilisés dans les chars de combat Challenger 1 et 2, mais avec une augmentation de la puissance portée à environ 1 200 cv ou 895 kW. Conçu pour le remorquage de charges jusqu'à 65 tonnes, le Commander tirait une semi-remorque spéciale sur laquelle les chars pouvaient être chargés à la queue à l'aide d'un treuil hydraulique de capacité de 20 tonnes. Un éminent capot couvrait le moteur du véhicule, un Perkins (Rolls-Royce) CV 12 TCE V12 et bien que le Commander soit alimenté par le moteur Perkins/Rolls-Royce, d'autres types ont également été proposées – l'un des prototypes utilisait un Cummins KTA 600 diesel. La cabine pouvait recevoir jusqu'à trois ou quatre passagers et il y a de la place pour deux couchettes derrière les sièges avant. En raison du verrouillage de l'angle de l'essieu avant, le Commander est très maniable et peut négocier une intersection 'T' avec seulement 9,15 mètres entre les murs.
En 1988, l'entreprise Scammell fit faillite, et les droits du Commander furent achetés par Unipower Ltd, qui a ouvert une nouvelle usine à West Watford.
En 1990, lors de l'opération Tempête du Désert, 70 Scammell Commander transporteurs de chars lourds ont été utilisés pour le transport de 40 différents types de fret militaire. Chacun des véhicules était sur la route 17 heures par jour, au cours d'une période de 4 mois et en moyenne, chaque véhicule a voyagé 270 km par jour sur les routes du désert. La plupart des 125 Commander de l'Armée Britannique étaient basés en Belgique et en Allemagne, seulement quelques-uns au Royaume-Uni.

## Galerie

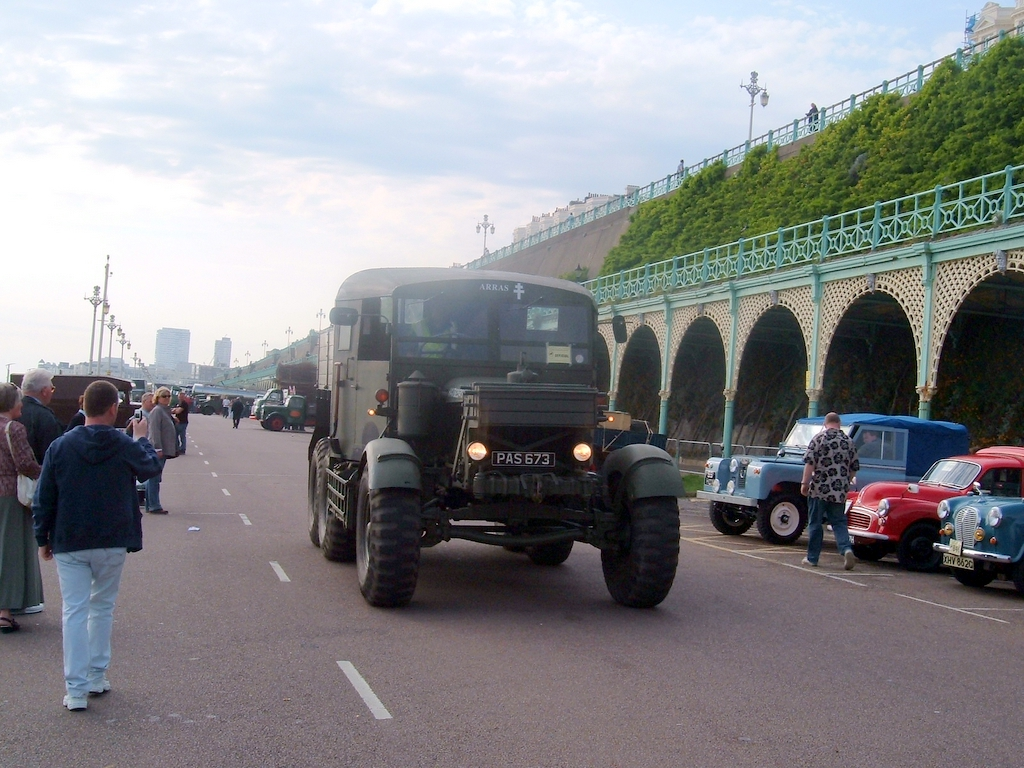
Un Pioneer de l'Armée Britannique de 1941
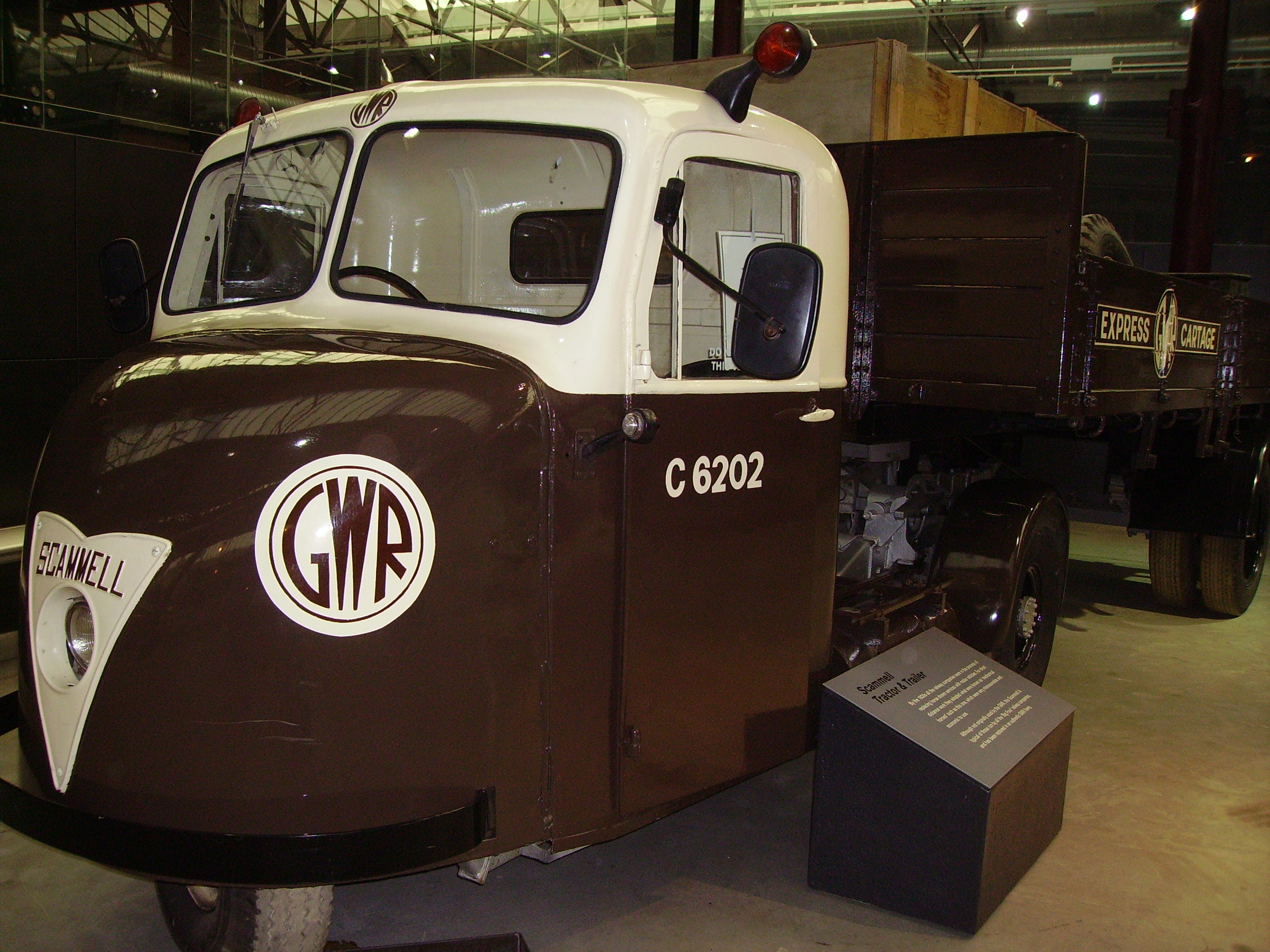
Scammell Scarab en livrée GWR
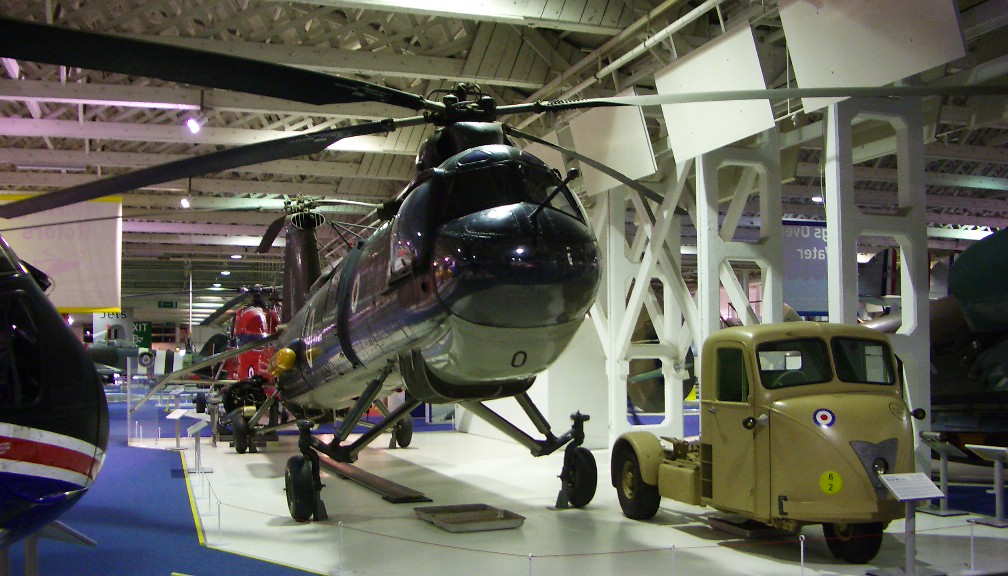
Scammell Scarab de la RAF
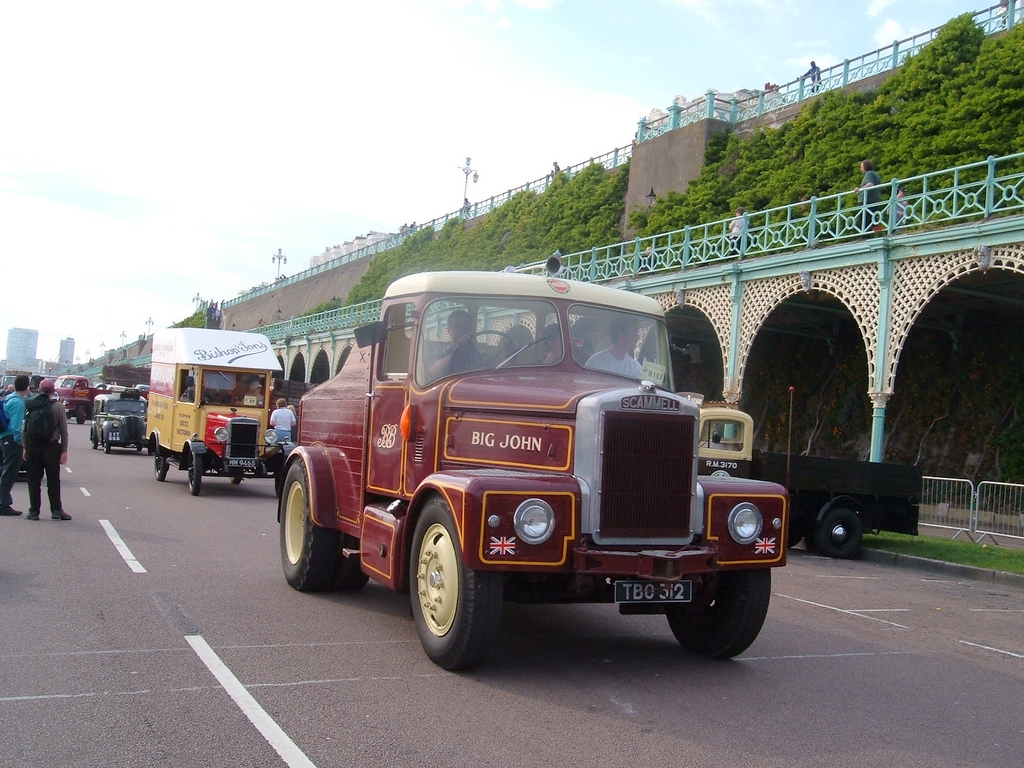
Tracteur Ballast Scammell Highwayman (construit en 1959)